# Mars Express
Mars Express, MEX – bezzałogowa misja kosmiczna Europejskiej Agencji Kosmicznej (ESA), której celem jest badanie Marsa. W jej skład wchodził orbiter Mars Express Orbiter (MEO) oraz lądownik Beagle 2. To pierwsza misja na Marsa tej agencji.
Zadaniem orbitera jest m.in. sfotografowanie powierzchni planety przy użyciu kamery o wysokiej rozdzielczości (mapa topograficzna planety z dokładnością do 10 metrów, wybrane obszary z rozdzielczością 2 metrów), oraz badanie składu atmosfery, jej cyrkulacji, budowy warstw podpowierzchniowych oraz ich wpływu na atmosferę. 
Start sondy miał miejsce 2 czerwca 2003, o godzinie 17:45:26 czasu GMT, z kosmodromu Bajkonur.
Lądownik Beagle 2 miał za zadanie przeprowadzenie badań geologicznych, atmosferycznych oraz egzobiologicznych (poszukiwanie śladów życia marsjańskiego). Próba lądowania w dniu 25 grudnia 2003 nie powiodła się, a lądownik został uznany za stracony.
16 stycznia 2015 ESA ogłosiła, że lądownik został odnaleziony na zdjęciach wysokiej rozdzielczości wykonanych przez sondę Mars Reconnaissance Orbiter. Stoi on w zaplanowanej do lądowania okolicy, z częściowo otwartymi panelami, co jak wstępnie stwierdzono mogło być przyczyną niepowodzenia misji, ponieważ antena służąca do komunikacji z orbiterem jest ulokowana pod panelami i może funkcjonować tylko przy ich pełnym otwarciu. Na tych samych zdjęciach, w  pobliżu miejsca lądowania zaobserwowano również spadochron i osłonę, co może sugerować, że samo lądowanie przebiegło pomyślnie.

## Instrumenty naukowe orbitera
- Visible and Infrared Mineralogical Mapping Spectrometer (OMEGA – fr. Observatoire pour la Minéralogie, l'Eau, les Glaces et l'Activité) – Francja – Spektrometr Światła Widzialnego i Podczerwieni o rozdzielczości 100 m. Waży 28,6 kg.
- Ultraviolet and Infrared Atmospheric Spectrometer (SPICAM) – Francja – Spektrometr Podczerwieni i Ultrafioletu badający atmosferę. Waży 4,7 kg.
- Sub-Surface Sounding Radar Altimeter (MARSIS) – Włochy – Radarowy Wysokościomierz Sondowania Podpowierzchniowego, wyposażony w antenę o długości 40 m, służy do badania struktur pod powierzchnią Marsa do głębokości kilku kilometrów, w tym czap lodowych i lodu wodnego. Waży 13,7 kg.
- Planetary Fourier Spectrometer (PFS) – Włochy – Planetarny Spektrometr Fourierowski. Waży 30,8 kg.
- Analyzer of Space Plasmas and Energetic Atoms (ASPERA) – Szwecja – instrument badający górną atmosferę i wiatr słoneczny. Waży 7,9 kg.
- High Resolution Stereo Camera (HRSC) – Niemcy – Kamera Stereo Wysokiej Rozdzielczości. Waży 20,4 kg.
- Mars Radio Science Experiment (MaRS) – Niemcy – Marsjański Radiowy Eksperyment Naukowy, służy do badania jonosfery, atmosfery oraz wnętrza Marsa za pomocą fal radiowych.

## Przebieg misji i odkrycia

### 2004
- 23 stycznia
  - Europejska Agencja Kosmiczna ogłosiła odkrycie lodu wodnego w czapie lodowej na biegunie południowym planety. Informacja została poparta danymi zebranymi przez pokładowy instrument OMEGA w dniu 18 stycznia.
- 28 stycznia
  - Osiągnięcie docelowej orbity przez sondę Mars Express Orbiter.
- 30 marca
  - Podano informacje o odkryciu przez sondę metanu w atmosferze Marsa. Jakkolwiek są to śladowe ilości (około 0,01 ppm), naukowców zainteresował sam fakt istnienia gazu, którego pochodzenia nie są w stanie jednoznacznie wytłumaczyć. Ze względu na szybki rozpad metanu w atmosferze planety, stwierdzenie przez sondę stałego jego poziomu, zmusza wszystkich do szukania źródła uzupełniającego jego zasoby. Jedna z powstałych hipotez głosi możliwość udziału prymitywnych form życia w jego wytwarzaniu. Ze względu na duży wydźwięk takiej teorii, naukowcy starają się zweryfikować uzyskane dane oraz określić zmiany koncentracji gazu w różnych obszarach marsjańskiego globu. Możliwe, że na podstawie analizy mapy stężenia metanu, uda się określić jego źródło.
- 28 kwietnia
  - Europejska Agencja Kosmiczna podała informację, iż rozłożenie ramion radaru MARSIS zostanie opóźnione ze względu na możliwe komplikacje. Inżynierowie boją się ewentualnych uszkodzeń, które mogą powstać podczas rozwijania bomów. W symulacjach stwierdzono możliwość uderzenia masztami o niektóre części pojazdu.
- 15 lipca
  - Naukowcy obsługujący urządzenie PFS poinformowali, że uzyskane wstępnie dane wskazują na obecność amoniaku w atmosferze planety. Amoniak, podobnie jak wcześniej odkryty metan, ulega szybkiemu rozpadowi w panujących na Marsie warunkach. Stała obecność tego gazu wymaga istnienia stałego źródła uzupełniającego jego zasoby. Dwie wysunięte hipotezy, biologiczna upatrująca źródła w prymitywnych formach życia jak i druga tłumacząca istnienie obu gazów aktywnością geologiczną nie zostały potwierdzone.

### 2005
- 8 lutego
  - Podjęto decyzję o rozłożeniu masztów radaru MARSIS. Według planu proces ten zostanie rozpoczęty na początku maja i będzie przebiegał trójetapowo[3].
- 5 maja
  - Poinformowano o udanym rozłożeniu pierwszego masztu antenowego[4]. Informacja została następnie sprostowana, gdyż dalsza analiza danych wykazała, iż ostatni segment pierwszego ramienia anteny nie zablokował się w żądanym położeniu. Rozłożenie dwóch pozostałych masztów odroczono do czasu rozwiązania problemu[5].
- 11 maja
  - Potwierdzono prawidłowe zablokowanie ostatniego segmentu pierwszego ramienia anteny MARSIS. Udało się tego dokonać wystawiając fragment na działanie promieni słonecznych i rozgrzanie elementów układu[6].
- 16 czerwca
  - Drugi maszt radaru MARSIS został rozłożony bez przeszkód[7].
- 22 czerwca
  - Europejska Agencja Kosmiczna ogłosiła, że proces rozkładania anteny urządzenia MARSIS został zakończony pomyślnie. Radar pracuje prawidłowo i jest przygotowany do zbierania danych. Trzeci fragment anteny został rozłożony 17 lipca. Pierwsza próba pracy urządzenia została zakończona pomyślnie 19 lipca[8].

### 2007
- 23 lutego
  - ESA przedłużyła misję do maja 2009
- 15 marca
  - Badania bieguna południowego z użyciem radaru MARSIS pozwoliły wyznaczyć grubość warstwy lodu, co jest znaczącym krokiem w określeniu ilości wody obecnej na Marsie[9].

### 2009
- 4 lutego
  - ESA poinformowała o przedłużeniu misji do końca 2009
- 7 października
  - ESA ogłosiła oficjalnie, że sonda zakończy misję 31 grudnia 2012

### 2010
- 4 marca
  - Sonda zbliżyła się na odległość 67 km do księżyca Marsa Fobosa[10]
- 19 listopada
  - ESA zaaprobowała przedłużenie misji sondy do 31 grudnia 2014[11]

### 2014
- Orbiter przeprowadził obserwację komety Siding Spring, która 19 października 2014 roku przeleciała obok Marsa w odległości zaledwie 137 tysięcy kilometrów[12]. Wbrew obawom orbiter nie został uszkodzony i przeprowadził przewidziane programem badania[13].

### 2015
- 16 stycznia
  - ESA poinformowała o odnalezieniu lądownika Beagle 2 na zdjęciach wysokiej rozdzielczości wykonanych przez sondę Mars Reconnaissance Orbiter[1][2]